# Faith (chanson de Stevie Wonder)
Pour les articles homonymes, voir Faith.
Singles de Stevie Wonder ft. Ariana Grande
All About the Love Again
(2009) Can't Put It in the Hands of Fate
(2020)
Faith est un single du chanteur américain Stevie Wonder en featuring avec Ariana Grande, sorti en 2016 en tant que titre-phare de la bande originale du long-métrage d'animation Tous en scène et pour laquelle Wonder reçoit une nomination à la 74e cérémonie des Golden Globes. 
Écrite et composée par Francis Farewell Starlite (en), Stevie Wonder et Ryan Tedder, elle est produite par ce dernier et Benny Blanco.  

## Classement
Le single sort le 4 novembre 2016 chez Republic Records. 
| Chart (2016–2017)                            | Peak position |
| -------------------------------------------- | ------------- |
| France (SNEP)                                | 102           |
| Belgique (Ultratip 50 Single néerlandophone) | 39            |
| Italie (FIMI)                                | 51            |
| Écosse (OCC)                                 | 64            |
| Japon (Billboard Japan Hot 100)              | 48            |
| Pologne (Polish Airplay Top 100)             | 24            |
| Taïwan (Taiwan Top 10)                       | 6             |

## Certifications et récompenses
La chanson est nommée dans la catégorie Meilleure Chanson Originale lors de la 74e cérémonie des Golden Globes.
| Pays   | Certification | Ventes  |
| ------ | ------------- | ------- |
| Italie | Or            | +25.000 |

## Clip vidéo
Le clip vidéo est réalisé par Alan Bibby. 
Diffusé en décembre 2016, il montre Wonder chantant au piano et Grande chantant en marchant sur un trottoir, le long de graffitis animés constitués des personnages du film.

## Historique des sorties
| Region     | Date            | Format                 | Label                       |
| ---------- | --------------- | ---------------------- | --------------------------- |
| États-Unis | 4 novembre 2016 | CD, téléchargements    | Universal Studios, Republic |
| Italie     | 4 novembre 2016 | Contemporary Hit Radio | Universal                   |